# Paul Colin (ilustrador)
Paul Hubert Colin (Nancy, 27 de junio de 1892 -  Nogent-sur-Marne, 18 de junio de 1985) fue un pintor, dibujante, figurinista, diseñador de vestuario, escenógrafo y cartelista francés, uno de los más innovadores e influyentes de la primera parte del siglo XX.

## Biografía
Alumno de Eugène Vallin y de Victor Prouvé, Paul Colin se estableció después de la I Guerra Mundial como el jefe de la escuela moderna del cartel litográfico (o que pasaba por nuevas técnicas de reproducción como el heliograbado y la serigrafía). Es autor de más de 1400 carteles o afiches, decorados teatrales y vestuarios. 
Descubierto en 1925 por su cartel para la Revue nègre, que contribuyó a lanzar la carrera de Joséphine Baker, trabajó durante cerca de cuarenta años para las artes de la escena y el mundo del espectáculo.
Su estilo, al comienzo muy marcado simultáneamente por el  Art déco y la Nueva objetividad, se volvió rápidamente muy personal y difícil de clasificar en una simple categoría: la justeza sintética de sus retratos, la fuerza evocativa de sus carteles para las grandes causas hicieron de él un maestro de la comunicación visual cuya obra permanece hoy como ejemplar y todavía muy actual. Su álbum Le Tumulte noir (1927), que ensalzaba a Joséphine Baker y a los músicos de jazz de la Revue nègre, constituye sin duda una obra maestra. Fue fundador y director de una escuela de dibujo y diseño (1929-1970) en el boulevard Malesherbes de París.

## logros
- Después de la guerra mundial, hace sus primeras obras en un taller de pintura. También hace su primera exposición en Nancy
- trabaja como figurista y decorador. Gracias a este trabajo, termina de definir su talento para dibujar la figura humana, en particular la figura femenina
- En 1925 realiza su primer cartel para la película Voyager. este mismo año trabaja en lo que será la revista Revue Nègre.
- Habiéndose convertido en el amante de Josephine Baker y un amigo de toda la vida, diseñado muchos otros carteles por sus actuaciones y por sus grabaciones, y ayudó a promover su carrera. Ella a cambio fue su musa e inspiró muchas grandes obras de arte que se han mantenido populares a día de hoy.
- Antes de separarse de su relación artística con el baile y el Jazz, hace la gráfica del álbum Le Tumulte Noir, en 1927. Sigue produciendo carteles para espectáculos. En estos carteles se ve reflejado el talento sobre la figura humana llevándola a puntos caricaturescos.

## diseños destacadas
¨La revue negre¨ cartel diseñado y el cuando dentro a la fama en 1925. El cual se trata de un espectáculo musical el cual lo compone un grupo de 20 músicos y lo protagoniza josephine el cual fue estrenada en Francia

¨Le tumulte noir¨ 1927 es una obra de género art deco. Fue coloreada con una técnica pochair, contiene un área de colores planos y vibrantes pintadas con acuarelas

¨Le voyage imaginaire¨ 1925 cartel el cual expone una película, tiene siertas semejanzas de la tipografía de su primer diseño el cual carece de simetría  

## Aportes al mundo del diseño
en 1923 descubrió un talento para el dibujo por medio un de  trabajo que André Daven le ofreció de figurista y de corador, sus grandes inspiraciones y creaciones de carteleras las cuales tuvieron inicio en Francia, 1925 fue el inicio de su primera cartelera el cual era  para la película Voyager.    
Cambio las tendencias adoptando características más cartelistas, Algunos artistas que acompañaron a Colin haciendo parte de los mosqueteros del arte, fueron; Charles Loupot y Jean Carlú.  
- Datos: Q555505
- Multimedia: Paul Colin (affichiste) / Q555505